# Symbiose

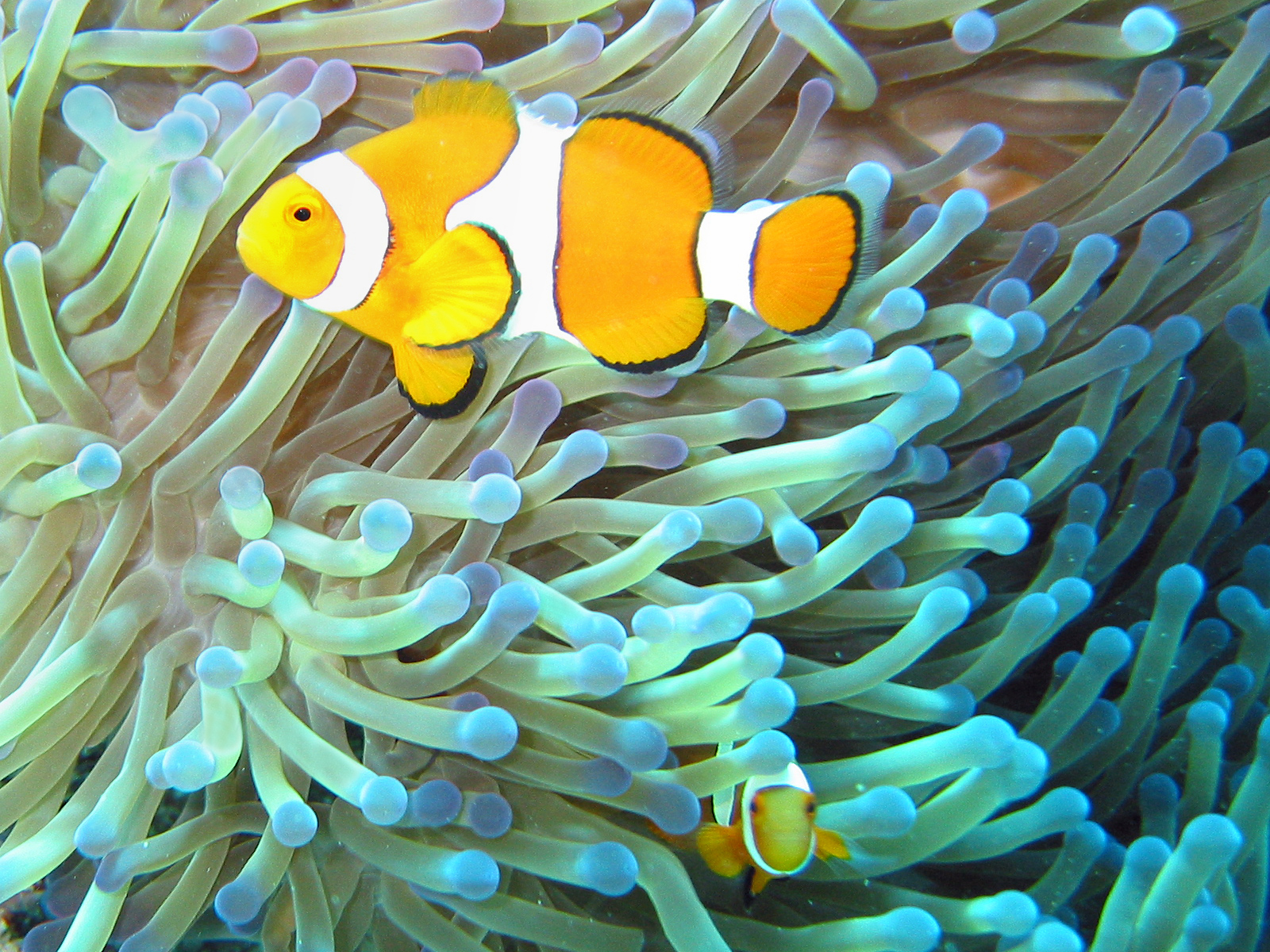
Falscher Clownfisch (Amphiprion ocellaris) und Prachtanemone (Heteractis magnifica)

Symbiose (von altgriechisch σύν sýn, deutsch ‚zusammen‘ sowie altgriechisch βίος bíos, deutsch ‚Leben‘) bezeichnet die Vergesellschaftung von Individuen zweier unterschiedlicher Arten, die für beide Partner vorteilhaft ist.
Ausgehend von seinen Arbeiten an Flechten schlug Anton de Bary 1878 auf der 51. Versammlung Deutscher Naturforscher und Ärzte in Kassel vor, die Bezeichnung Symbiose für jegliches Zusammenleben von artverschiedenen Organismen, also auch für den Parasitismus, in die Biologie einzuführen. In diesem weitgefassten Sinn wird die Bezeichnung Symbiose (englisch symbiosis) noch immer in der US-amerikanischen Literatur für sämtliche Formen des koevolutionär entstandenen Zusammenlebens, vom Mutualismus über den Kommensalismus, den Neutralismus bis hin zum Parasitismus verwendet. In Europa wird die Bezeichnung Symbiose dagegen im eingangs definierten engeren Sinn verwendet.
Bei Symbiosen zwischen Lebewesen, die sich durch ihre Größe erheblich unterscheiden, bezeichnet man den größeren Partner oft als Wirt, den kleineren als Symbiont.

## Häufigkeit von Symbiosen
Der größte Teil der Biomasse auf der Erde besteht aus symbiotischen Systemen, da ein großer Teil der Bäume und Sträucher auf Bestäubung durch andere Spezies angewiesen ist. Hinzu kommen die Flechten, eine symbiotische Lebensgemeinschaft zwischen einem Pilz und Grünalgen oder Cyanobakterien. Viele im flachen Wasser lebende sessile wirbellose Meerestiere wie Feuerkorallen, die meisten Blumentiere sowie die Riesenmuscheln leben mit Fotosynthese betreibenden Zooxanthellen zusammen. Ein weiteres Beispiel sind die Magen- und Darmbakterien der Tiere, die etwa bei Wiederkäuern den Aufschluss zellulosereicher Pflanzennahrung ermöglichen.

## Unterscheidung nach dem Grad der wechselseitigen Abhängigkeit
Eine Unterscheidungsmöglichkeit verschiedener Symbiosenformen ergibt sich aus dem Grad der wechselseitigen Abhängigkeit der beteiligten Arten:
- Protokooperation (Allianz): Lockerste Form einer Symbiose: Beide Arten ziehen zwar einen Vorteil aus dem Zusammenleben, sind aber ohne einander gleichwohl lebensfähig.
- Mutualismus: Regelmäßige, aber nicht lebensnotwendige Beziehung der Symbionten.[2]
- Eusymbiose, auch obligatorische Symbiose (altgriechisch εὖ eu „gut, echt“): Bei der Eusymbiose sind die Partner alleine nicht mehr lebensfähig. So kultivieren Blattschneiderameisen in ihrem Bau Pilze, von denen sie sich ernähren; die Pilze wiederum können sich ohne die Ameisen nicht vermehren.

## Unterscheidung auf der Basis der räumlichen Beziehung
Eine Unterscheidung verschiedener Symbioseformen ergibt sich aus der räumlichen oder körperlichen Beziehung der beiden beteiligten Arten:
- Endosymbiose: einer der Partner (Endosymbiont) wird in den Körper des anderen (Wirt) aufgenommen. Beispiele sind bestimmte Enterobakterien im Darm von Menschen und Tieren, Knöllchenbakterien in den Wurzeln von Hülsenfrüchtlern, Zooxanthellen in den riffbildenden Steinkorallen des Tropengürtels und Nitrat-atmende Bakterien in den anaeroben Tiefen einiger meromiktischer Seen.
- Endocytobiose:[3] Ein Organismus (ein Einzeller oder ein Virus), der in den Zellen anderer Organismen lebt bzw. sich dort vermehrt (symbiotisch oder parasitär). Alle Viren sind in diesem Sinn obligate Endocytobionten. Die zellulären Endocytobionten sind meist (größenbedingt) Bakterien, es gibt aber auch eukaryontische Endocytobionten (beispielsweise die Zoochlorellen und Zooxanthellen). Siehe auch § Endosymbiontentheorie.
- Exosymbiose: Die Partner stehen nur über ihre Oberfläche miteinander in Kontakt. Beispiele dafür ist die Flechtensymbiose[4] und die Epixenosomen[5] (zu den Verrucomicrobia gehörende Bakterien) des Wimpertierchens Euplotidium.[6] Vergleiche auch Parabiose und Epibiont (mit Spezialfällen Epiphyt und Epizoon).
- Ektosymbiose: Die Partner einer Symbiose bleiben körperlich getrennt (etwa Blüten und ihre Bestäuber; Clownfische und ihre Seeanemonen).

Eine leicht abweichende Unterteilung findet sich etwa bei Ebert und Rühle (2009–2013): Die Autoren unterscheiden extrazelluläre Exosymbiose, extrazelluläre Endosymbiose, intrazelluläre Symbiose und intranukleäre Symbiose.

## Unterscheidung nach der Art des erzielten Nutzens
Eine Unterscheidung von Symbioseformen ergibt sich aufgrund der Art des erzielten Nutzens für die beiden beteiligten Arten.
- Fortpflanzungssymbiose: Ein Beispiel für Fortpflanzungssymbiose ist die Symbiose zwischen Bienen und Blütenpflanzen. Die Biene nimmt den Nektar der Blüten als Nahrung auf, dabei bleiben die Pollen der Blüte an ihr hängen, welche die Biene dann weiter trägt und damit eine andere Blüte bestäubt, sodass diese sich vermehren kann. Diese wird Zoophilie genannt und ist der „normale“ Akt der Bestäubung von Blütenpflanzen (Angiospermen) durch Insekten oder Vögel, wobei die Insekten bzw. Vögel Nektar, aber auch Pollen als Nahrung erhalten.
- Symbiose zum Schutz vor Feinden: Ein Beispiel für diese Symbiose ist die Beziehung von Ameisen zu Blattläusen. Die Ameisen geben den Blattläusen Schutz vor Feinden, im Gegenzug lassen sich diese von den Ameisen „melken“, sie sondern eine Zuckerlösung ab, welche die Ameisen zu sich nehmen.

## Weitere Beispiele
Nach einer Studie vom Juli 2017 wurden bis zu diesem Zeitpunkt 106 Endosymbiosen allein zwischen 58 Bakterienspezies auf der einen Seite, und 89 eukaryotischen Wirtsspezies (darunter Pflanzen, Pilze, Spinnentiere, Insekten, Mollusken und Würmer) auf der anderen Seite gefunden. Einige Symbionten-Arten sind in mehreren Wirten zu finden, und einige Wirte haben mehrere Symbionten, was zu einer teilweisen Überschneidung von Symbionten und Wirten führt.
- Transport von Pflanzensamen durch Tiere, wobei Tiere die Früchte fressen und die Samen an einem anderen Ort wieder ausscheiden (Zoochorie) oder die Samen an Tieren vorübergehend anhaften (Tierstreuung genannt).
- Flechten bestehen aus Algen und Pilzen, wobei die Algen durch Photosynthese Kohlenhydrate produzieren, die von den Pilzen aufgenommen werden, während die Pilze den Algen Wasser und Nährsalze liefern.
- Bei manchen Ameisenarten wie den Blattschneiderameisen werden regelrechte Pilzfarmen innerhalb der Ameisenbauten angelegt, in denen bestimmte Pilze mit Pflanzenresten gedüngt und von Sporen schädlicher Schimmelpilze gereinigt werden. Teile der Pilze dienen den Ameisen als Nahrung. Diese Symbioseform heißt Myrmekophilie.
- Mykorrhizapilze entziehen Bäumen oder anderen Photosynthese betreibenden Pflanzen Kohlenhydrate und liefern im Gegenzug Mineralstoffe und Wasser aus dem Boden. Mykorrhiza ist für alle Orchideen, aber auch für viele andere Pflanzenarten obligatorisch.
- Die Hautparasiten von Großsäugern (z. B. Nilpferd und Elefant) werden von Putzervögeln abgefressen, das gleiche Phänomen gibt es bei Putzerfischen, die sich an Großfische (z. B. Haie) heften und Parasiten von deren Haut abfressen (→ Putzsymbiose).
- Im Yellowstone-Nationalpark in Nordamerika wurde eine Symbiose zwischen drei Beteiligten nachgewiesen, einem Rispengras, einem Schimmelpilz und einem Virus.[9] Dort gibt es viele heiße Quellen, in deren Umgebung auch der Erdboden erhitzt wird. Das Gras Dichanthelium lanuginosum toleriert aufgrund einer Symbiose mit dem Pilz Curvularia protuberata im Wurzelbereich noch Temperaturen von beinahe 70 °C. Sowohl der Pilz allein als auch das Gras allein können nur ca. 38 °C überstehen. Zwingend nötig bei dieser Symbiose ist der dritte Beteiligte, das Virus CthTV (Curvularia thermal tolerance virus), das den Schimmelpilz befällt. Wird dieses Virus entfernt, verliert der Schimmelpilz seine Hitzebeständigkeit, und mit ihm geht auch das Gras an den heißen Standorten zugrunde.
- Kappa-Organismen sind endosymbiotische Bakterien in gewissen Linien des Pantoffeltierchens Paramecium.
- Sulfidoxidierende chemoautotrophe Bakterien leben als Endosymbionten innerhalb der Zellen von Polychaeten[10] oder zwischen den Zellen von Oligochaeten[11] sowie als Ektosymbionten auf der Oberfläche von Einzellerkolonien wie Zoothamnium niveum.[12] Sie erhalten durch diese Lebensweise optimale Konditionen innerhalb des sulfidreichen Milieus an Hydrothermalquellen wie den Schwarzen Rauchern der Tiefsee oder in der Nähe verwesender organischer Stoffe im Flachwasser und werden durch ihre Wirte teilweise verdaut. Diese Symbiose ist bei den Bartwürmern (z. B. Riftia) so eng, dass die Tiere im ausgewachsenen Zustand keine Mundöffnung besitzen und keine externe Nahrung mehr aufnehmen.
- Einsiedlerkrebse leben gelegentlich in Symbiose mit einer Seeanemone, die sich auf seinem Gehäuse festgesetzt hat: Die Seeanemone schützt den Einsiedlerkrebs durch ihre Nesselzellen vor Fressfeinden; der Einsiedlerkrebs „transportiert“ die Seeanemone zu neuen Futterplätzen, außerdem bekommt die Seeanemone auch etwas von der Beute des Einsiedlerkrebses ab.
- Pflanzen können endophytische Bakterien aufnehmen, z. B. die Kapuzinerkresse.[13]
- Ein primäres Endosymbiose-Ereignis ist mit einem nicht-photosynthetischen cyanobakteriellen Symbionten in der Kieselalgenfamilie Rhopalodiaceae bekannt.[14][15]
- Ein ganz ähnliches primäres Endosymbiose-Ereignis mit einem nicht-photosynthetischen cyanobakteriellen Symbionten gibt es in der Hapophyten-Familie Braarudosphaeraceae.[16][17][18]
- Manche Grüne Schwefelbakterien bilden mit begeißelten heterotrophen Bakterien mikrobielle Konsortien (Zellaggregate).
- Ein weiterer Fall ist das Wimpertierchen Pseudoblepharisma tenue[19] (Heterotrichea), das neben einem Grünalgen-Endosymbionten (Chlorella sp. K10, sekundäre Endosymbiose), auch ein photosynthetisch aktives Bakterium als Endosymbionten hat – dies ist aber kein Cyanobakterium, sondern ein Schwefelpurpurbakterium aus der Familie Chromatiaceae (Candidatus Thiodictyon intracellulare[20][21]).[22]

## Endosymbiontentheorie
Die Endosymbiontentheorie besagt, dass die Mitochondrien und Chloroplasten (Zellorganellen in Eukaryoten – Pflanzen, Tieren und Pilzen) zu einem frühen Zeitpunkt der Evolution aus endosymbiotisch lebenden Prokaryoten (aeroben, chemotrophen Alphaproteobakterien bzw. photosynthetisch aktiven, autotrophen, Cyanobakterien) entstanden sind. Hierfür sprechen die Übereinstimmungen im strukturellen Aufbau und in den von den Wirtszellen abweichenden, aber mit den Prokaryoten übereinstimmenden, biochemischen Merkmale. Beispiele sind eine eigene DNA und der Aufbau der Ribosomen, soweit vorhanden – im Zellkern finden sich auch bei vollständigem Verlust der DNA noch Gene von alphaproteo- bzw. cyanobakteriellem Ursprung. Des Weiteren vermehren diese Zellorganellen sich durch Teilung, genau wie Bakterien es tun.

## Symbiogenese
Die Aufnahme von Endosymbionten ist ein Beispiel dafür, dass symbiotische Lebensgemeinschaften im Laufe der Evolution so eng werden können, dass es sinnvoll ist, diese als neu gebildete biologische Arten zu betrachten. Dieses Entstehen einer neuen Art durch Verschmelzung von Symbionten wird als Symbiogenese bezeichnet. Die Bedeutung der Symbiogenese wurde in den 1970er Jahren durch die US-amerikanische Evolutionsbiologin Lynn Margulis stark betont. Nach ihrer (in Einzelheiten stark umstrittenen, im Kern aber weitgehend akzeptierten) Theorie gehört Symbiogenese zu den wichtigsten artbildenden Mechanismen überhaupt.

## Wissenschaftliche Beschreibung
Zur wissenschaftlichen Beschreibung und Modellierung symbiotischer Systeme kommen in der Biologie Systeme gewöhnlicher Differentialgleichungen, gelegentlich aber auch kompliziertere mathematische Strukturen zum Einsatz.
Beispielsweise werden, unter Zuhilfenahme einiger idealisierender Vereinfachungen Symbiosen zweier Spezies auf Ebene der Populationsdynamiken beschrieben durch:
{\displaystyle {\frac {\mathrm {d} X}{\mathrm {d} t}}=(a+cY)X\left(1-{\frac {X}{K1}}\right)}
{\displaystyle {\frac {\mathrm {d} Y}{\mathrm {d} t}}=(b+dX)Y\left(1-{\frac {Y}{K2}}\right)}
falls ein Effekt der Symbiose in einer Veränderung der intrinsischen Wachstumsrate der beteiligten Populationen besteht
und
{\displaystyle {\frac {\mathrm {d} X}{\mathrm {d} t}}=aX\left(1-{\frac {X}{K1+cY}}\right)}
{\displaystyle {\frac {\mathrm {d} Y}{\mathrm {d} t}}=bY\left(1-{\frac {Y}{K2+dX}}\right)}
falls der primäre Effekt in einer Anpassung der Kapazitäten liegt.
(Bezeichnungen: X,Y Abundanzen der Spezies; a, b intrinsische Wachstumsraten der Spezies; K1, K2 Kapazitäten; c, d ökologische Interaktionsparameter)
Mischformen dieser beiden simplifizierenden Grenzfälle sind selbstverständlich möglich und dürfen in der Natur regelhaft vermutet werden.